# Nikolas Dyhr
Nikolas Langberg Dyhr (født 18. juni 2001) er en dansk professionel fodboldspiller, der spiller som venstre back for Randers FC.

## Karriere
Dyhr begyndte at spille fodbold i den lokale klub, Stensballe IK, med sin far som træner. Som 11-årig kom han med i U13-truppen af AC Horsens og blev årets spiller på holdet. Dyhr skiftede derefter til FC Midtjylland som U15-spiller i 2015. I juli 2016 skrev han under på en treer -års ungdomskontrakt og rykket op i U17-truppen.
I september 2018 sad 17-årige Dyhr på bænken for Midtjylland i en pokal-kamp mod Dalum IF. Den 20. juni 2019, to dage efter sin 18-års fødselsdag, underskrev Dyhr en femårig professionel kontrakt med Midtjylland og blev forfremmet permanent til førsteholdstruppen. Den 11. august 2019 fik Dyhr sin officielle debut mod sin tidligere klub, AC Horsens, i Dansk Superliga. Dyhr spillede hele kampen, som Midtjylland vandt 2-0 .
For at finde mere kontinuitet blev Dyhr den 17. januar 2021 udlejet til AC Horsens for resten af sæsonen. Derefter spillede han for to år tilbage i Midtjylland, inden han kom til Belgiens bedste række, nemlig i klubben KV Kortrijk den 30. januar 2023: en låneaftale indtil slutningen af sæsonen.